# Конкретна музика
Конкретна музика (фр. musique concrète) — техніка музичної композиції, заснована на використанні записаних звуків оточення, природи в музичних цілях, зокрема через їх перетворення (зміна швидкості й напрямку відтворення, вкорочення) і монтаж. Конкретна музика з'явилась у 1948 р., коли в ефірі французького радіо RTF прозвучав «Залізничний етюд» (фр. Étude aux chemins de fer) П'єра Шеффера, засновника й ідеолога цього методу композиції. Цей концерт одночасно став датою, яку вважають початком електронної музики.
Інший значний твір Шеффера — «Symphonie pour un homme seul». Конкретну музику з іншими формами електронної музики поєднав Едґар Варез, пишучи твір «Poème électronique». 1958 року «Електронну поему» представлено на Всесвітній виставці в Брюсселі за допомогою 425 доцільно розміщених гучномовців у спеціальному павільйоні, який спроєктував Яніс Ксенакіс.
Після 1950-х рр. конкретну музику витіснили інші форми електронної музики, хоча її вплив помітний у попмузиці, зокрема у пісні «Revolution 9» групи The Beatles, наприкінці пісні «Bike» групи Pink Floyd тощо. В 1967—1968 Френк Заппа створив кілька композицій у стилі конкретної музики. У них чутні вигадливе дзижчання, гудки й свист повітря, що розсікається.
Традиційна й нетрадиційна конкретна музика відроджується у 80-х й 90-х рр. Такі виконавці, як Рей Буттиджег і Джон Освальд використовують знайдені й спеціально створені звуки, застосовуючи різні методи їхньої обробки. Замість магнітофонної стрічки використається комп'ютер.
В 1990-х рр. ріст популярності всіх форм електронної музики привів до другого народження конкретної музики. Такі виконавці, як Крістіан Феннес, Франциско Лопез, Ернесто Родригес й Scanner використають методи конкретної музики у своїй музиці.